# لانا (شامپانزه)
لانا (به انگلیسی: Lana) (۷ اکتبر ۱۹۷۰ - نوامبر ۲۰۱۶) یک شامپانزه معمولی ماده بود که برای اولین بار از واژگان یرکیش در تحقیقات زبانی استفاده کرد. او در مرکز تحقیقات ملی پستانداران یرکس دانشگاه اموری به دنیا آمد و پروژه‌ای که در یک سالگی به آن اختصاص یافت، پروژه آنالوگ زبان به رهبری دوان رامبا، بود که به‌خاطر او با نام اختصاری لانا (LANA) نامگذاری شد زیرا اعضای گروهی که روی پروژه کار می‌کردند احساس می‌کردند هویت او ارزش حفظ کردن را دارد.

## پروژه لانا
محققان گفتند که لانا می‌تواند بین واژگان تمایز قائل شود، کلمات را از نظر دستوری به ترتیب کنار هم قرار دهد و جملات جدیدی بسازد، او علائمی از یادگیری زبان را نشان می‌داد.
اولین پروژه لانا (۱۹۷۱) رسماً دارای دو محقق اصلی به نام‌های دوان رامبا و ارنست فون گلاسرزفلد بود. ارنست فون گلاسرسفلد زبانی را توسعه داد که لانا طریقه استفاده از آن را آموخت، او لغت‌نامه زبان را ابداع کرد، ۱۲۰ لغت اول را ایجاد کرد و دستور زبانی را طراحی کرد که ترکیب کردن آنها را ممکن می‌ساخت. این زبان مصنوعی به افتخار رابرت ام. یرکس، مؤسس آزمایشگاهی که پروژه لانا در آن طراحی و اجرا شد، یرکیش نامیده شد.
از محققان برجسته پروژه لانا و اولین شخصی که با لانا کار کرد، دکتر تیموتی وی. گیل بود. دانشجویان فارغ‌التحصیل این پروژه، گوئن بل دولی، بورلی ویلکنسون، و مایکل دی. هابرمن و دیگران بودند. گوئن بل دولی، توانایی شناختی لانا را برای تمایز بین دو مجموعه عددی از اشیاء نشان داد که او هر کدام را که درخواست می‌شد با «بیشتر» یا «کمتر» برچسب می‌زد.